# NO SIDE GAME
《NO SIDE GAME》是一部由池井戶潤創作的小說，2019年6月11日由DIAMON社出版。
2019年7月TBS電視台改編成連續劇，於周日劇場時段播出。

## 簡介
原常盤汽車經營戰略室副部長君嶋隼人，因為反對瀧川桂一郎提出的風間商事收購方案而與其對峙。雖然此事最終被董事會推遲，但三個月後，君嵨卻被調職。
君嵨調職的地方為一間橫濱工場（電視劇改為府中工場），職位為總務部長。橫濱工場擁有一支欖球隊星際隊，公司規定總務部長要同時兼任星際隊的經理。
雖然君嶋並沒有任何擔任經理人的經驗，但他決心要重建這支球隊。

## 電視劇
2019年7月7日至2019年9月15日，TBS電視台改編成電視劇，於周日劇場播出，由大泉洋主演 。 
周日劇場曾改編6套池井戶潤的作品，包括《半澤直樹》（2013年）、《羅斯福遊戲》（2014年）、《下町火箭》（2015年）、《陸王》（2017年）、《下町火箭》（2018年版），前5作都是以相同人員制作 。 

### 登場角色

#### 主要人物
| 角色       | 演員                            | 粵語配音                    | 介紹 |
| 君嶋隼人   | 大泉洋                          | 李錦綸                      | 常盤汽車工廠總務部長，星際隊總經理。 原本是經營戰略室副室長，因為反對瀧川桂一郎提出的風間商事收購方案，使方案最終被董事會推遲，被調職。 20年前與柴門琢磨是城南大學的同學，有筆記人之稱，在班裡面寫得最好的筆記。 不喜歡欖球。 |
| 君嶋真希   | 松隆子                          | 陸惠玲                      | 君嶋隼人的妻子。 |
| 瀧川桂一郎 | 上川隆也 （學生時期：溝口琢矢） | 翟耀輝 （學生時期：李凱傑） | 常盤汽車常務董事，營業本部長。 |

#### 常盤汽車
| 角色     | 演員                        | 粵語配音 | 介紹 |
| 佐倉多英 | 笹本玲奈                    | 魏惠娥   | 常盤汽車工廠總務部職員，星際隊分析師。 父親是前星際隊隊長，曾奪聯賽冠軍。 |
| 星野信輝 | 入江甚儀                    | 張裕東   | 常盤汽車研究所職員。 |
| 脇坂賢治 | 石川禪                      | 張錦江   | 本劇終極大反派 常盤汽車經營戰略室室長。表面上支持君嶋，但實際上是令其被調到常盤汽車工廠的幕後元兇，利用君嶋將瀧川常務拉下馬並取代其。                                                    |
| 吉原欣二 | 村田雄浩                    | 林國雄   | 常盤汽車工廠前總務部長，星際隊前總經理。調任往常盤物流。 |
| 新堂智也 | 藤原光博 （リットン調査團） | 黃子敬   | 常盤汽車工廠廠長。 |
| 藤島レナ | 阿部純子                    | 凌晞     | 常盤汽車海外事業部成員。 |
| 中本理彩 | 山崎紘菜                    | 何璐怡   | 常盤汽車員工。 |
| 吉田夏帆 | 南端まいな                  | 葉曉欣   | 常盤汽車員工。 |
| 島本博   | 西鄉輝彥                    | 張炳強   | 常盤汽車社長。 |
| 柴門琢磨 | 大谷亮平                    | 雷霆     | 星際隊領隊。 20年前與君嶋隼人是城南大學的同學，是入選國家隊的超級欖球明星。5年前任城南大學欖球隊領隊兼教練，帶領城南大學欖球隊奪得三連霸，因批評傳統的欖球已經過時被城南大學校友會辭退。 |

#### 星際隊球員
| 角色       | 演員                  | 粵語配音 | 介紹                                                                                   |
| 岸和田徹   | 高橋光臣              | 鄧志堅   | 星際隊隊長                                                                             |
| 七尾圭太   | 真榮田鄉敦            | 黃積權   |                                                                                        |
| 本波寛人   | 天野義久              | 葉振聲   | 原星際隊隊員，退休後擔任教練一職。                                                     |
| 浜畑譲     | 廣瀬俊朗              | 陳卓智   | 星際隊後衛，被視為王牌球員，前國家隊成員。後因傷退役並取代君嶋成為星際隊下一任總經理。 |
| 安西信彦   | 齊藤祐也              | 劉奕希   |                                                                                        |
| 佐佐一     | 林家たま平            | 張方正   |                                                                                        |
| 友部祐規   | コージ （ブリリアン） | 梁偉德   |                                                                                        |
| 有馬真吾   | 村田琳                | 曹啟謙   |                                                                                        |
| 笠原豪     | 笠原ゴーフォワード    |          |                                                                                        |
| 中本元氣   | 勝山翔                |          |                                                                                        |
| 玉木俊太   | 榎本鐵平              |          |                                                                                        |
| 高輪祐太   | 眞弓葉詩              |          |                                                                                        |
| 飯野雄貴   | 飯野雄貴              |          |                                                                                        |
| 西荻崇     | 田沼広之              |          |                                                                                        |
| 岬洋       | 鶴ヶ﨑好昭            |          |                                                                                        |
| 林田公一   | 株木孝行              |          |                                                                                        |
| 立川悟     | 水本龍彌              |          |                                                                                        |
| 端本太郎   | 端本太郎              |          |                                                                                        |
| 大和航平   | 北川勇次              |          |                                                                                        |
| 仲村慎祐   | 仲村慎祐              |          |                                                                                        |
| 伊吹誠介   | 伊吹誠介              |          |                                                                                        |
| 森本竜馬   | 森本竜馬              |          |                                                                                        |
| 石川悠太   | 石川悠太              |          |                                                                                        |
| 秋元太一   | 板垣悠太              |          |                                                                                        |
| 小野勘太   | 邉津勘太              |          |                                                                                        |
| 小西大樹   | 小西大樹              |          |                                                                                        |
| 戸村銀太郎 | 高橋銀太郎            |          |                                                                                        |
| 岩爪航     | 岩爪航                |          |                                                                                        |
| 井上卓哉   | 井上卓哉              |          |                                                                                        |
| 新井龍一   | 新井龍一              |          |                                                                                        |
| 阿久根潤   | 阿久根潤              |          |                                                                                        |
| 工藤元氣   | 工藤元気              |          |                                                                                        |
| 渡邊真也   | しんや                |          |                                                                                        |

#### 君嶋家
| 角色     | 演員     | 粵語配音 | 介紹             |
| 君嶋博人 | 市川右近 | 梁少霞   | 君嶋隼人的長子。 |
| 君嶋尚人 | 盛永晶月 | 羅孔柔   | 君嶋隼人的次子。 |

#### 旋風隊
旋風隊是隸屬日本摩托的業餘欖球隊，兩度蟬聯白金聯賽冠軍，主力球員多數簽全職合約，白天完全不用工作，可以用全時間去練習欖球。
| 角色     | 演員     | 粵語配音 | 介紹                                         |
| 津田三郎 | 渡邊裕之 | 陳永信   | 旋風隊領隊、城南大學舊生會會長。             |
| 鍵原誠   | 松尾諭   | 劉昭文   | 旋風隊總經理、城南大學舊生會幹事。           |
| 富野賢作 | 佐伯大地 | 胡家豪   | 旋風隊球員。                                 |
| 里村亮太 | 佳久創   | 李安邦   | 前星際隊後衛，被視為王牌球員，前國家隊成員。 |

#### 其他
| 角色             | 演員                              | 粵語配音                    | 介紹                                                                                 |
| 風間有也         | 中村芝翫 （學生時期：中村橋之助） | 招世亮 （學生時期：胡家豪） | 風間商事第三代社長。                                                                 |
| 柴門詩織         | 川田裕美                          | 鄭麗麗                      | 柴門琢磨的妻子。                                                                     |
| 「多むら」老闆娘 | 凰稀要                            | 黃玉娟                      | 居酒屋「多むら」老闆娘。                                                             |
| 松岡龍一         | 田代輝                            | 張頌欣                      | 小學生，博人的同學。                                                                 |
| 森下章市         | 辻萬長                            | 張炳強                      | 橫濱工科大學教授。                                                                   |
| 青野宏           | 濱津隆之                          | 蘇強文                      | 風間商事計劃興建的府中綠野鄉村俱樂部（原著為橫濱海洋鄉村俱樂部）高爾夫球場的負責人。 |
| 苗場章雄         | 金山一彥                          | 林國雄                      |                                                                                      |
| 木戶祥助         | 尾藤イサオ                        | 盧國權                      | 日本欖球協會專務理事。                                                               |
| 富永重信         | 橋幸夫                            | 陳欣                        | 日本欖球協會會長。                                                                   |

#### 客串
| 角色         | 演員                | 粵語配音     | 介紹 | 集數   |
| 前田利晴     | 藤本孝宏            | 本角沒有對白 | 星際隊前領隊，因健康理由辭職。                                                                             | 第1集  |
| 竹原正光     | 伊藤剛臣            | 朱子聰       | 星際隊前總經理吉原離任前所挑選的領隊候補人選，曾經以領隊或教練的身份，帶領過很多業餘欖球隊。               | 第2集  |
| 高本遙       | 大西將太郎          | 蕭徽勇       | 星際隊前總經理吉原離任前所挑選的領隊候補人選，曾入選國家隊，兩年前宣佈退役，出國學習指導技術，未當過領隊。 | 第2集  |
| 雄太的母親   | ホラン千秋          | 林元春       | 雄太的母親                                                                                                 | 第3集  |
| 高橋雄太     | 高木玻瑠            | 黃昕瑜       | 星際隊到醫院進行義工活動，得到岸和田送贈寫有「勇氣」二字的欖球，後來岸和田受傷入院時，鼓勵岸和田。         | 第3集  |
| 栃乃心剛史   | 栃乃心剛史          | 本角沒有對白 | 大相撲力士                                                                                                 | 第3集  |
| 栃煌山雄一郎 | 栃煌山雄一郎        | 本角沒有對白 | 大相撲力士                                                                                                 | 第3集  |
| 碧山亘右     | 碧山亘右            | 本角沒有對白 | 大相撲力士                                                                                                 | 第3集  |
| 三保ヶ関親方 | 三保ヶ関親方        | 本角沒有對白 | 大相撲力士                                                                                                 | 第3集  |
| 坂口         | 飛永翼              | 劉奕希       | 訪問星際隊的雜誌記者。                                                                                     | 第4集  |
| 石井         | 壽大聰              | 黃啟昌       | 常盤汽車營業部職員，計劃售賣60部高爾夫球車給青野負責的高爾夫球場。                                         | 第4集  |
| 吉田沙保里   | 吉田沙保里          | 本角沒有對白 | 自由式摔角選手，與君嶋進行摔角練習。                                                                       | 第5集  |
| 小林孝至     | 小林孝至            | 林國雄       | 摔角教練。柴門要星際隊與旋風隊決賽前進行特訓，用摔角式擒抱訓練球員reload的速度。                           | 第5集  |
| 比賽觀眾     | Foorin              | 本角沒有對白 | | 第5集  |
| 森下真奈     | 滝口芽里衣          | 黃昕瑜       | | 第8集  |
| 狩野伸太郎   | 濱田岳              | 本角沒有對白 | 勇士隊球員。                                                                                               | 第9集  |
| 赤木一輝     | 櫻井翔 （友情出演） | 張裕東       | 公牛隊的新任總經理，贊成君嶋的方案。                                                                       | 最終話 |

### 工作人員
- 原作：池井戶潤『ノーサイド・ゲーム』（DIAMOND社（日语：ダイヤモンド社）刊）
- 編劇：丑尾健太郎（日语：丑尾健太郎）
- 音樂：服部隆之
- 主題曲：米津玄師「馬と鹿」（日本索尼音樂娛樂）[18]
- 特別協力：東京都府中市、日本橄欖球協會
- 特別美術協力：canterbury、YASUDA、匠大塚
- 醫療監督：中澤暁雄、盛岡幸子
- 劇本協力：田中德恵（第4話・第6話 - 最終話）、槌谷健（第8話 - 最終話）
- 製作人：伊與田英徳（日语：伊與田英徳）、川嶋龍太郎（日语：川嶋龍太郎）
- 導演：福澤克雄、田中健太（日语：田中健太 (TBSテレビ)）、平野俊一（日语：平野俊一）
- 製作著作：TBS

### 播放日程
| 集數                                                    | 播出日期 | 標題 | 導演              | 收視率 | 備註       |
| ------------------------------------------------------- | -------- | ---- | ----------------- | ------ | ---------- |
| 第1話                                                   | 7月7日   |      | 福澤克雄          | 13.5%  | 加長25分鐘 |
| 第2話                                                   | 7月14日  |      | 福澤克雄          | 11.8%  | 加長15分鐘 |
| 第3話                                                   | 7月28日  |      | 田中健太          | 10.9%  |            |
| 第4話                                                   | 8月4日   |      | 田中健太          | 10.6%  |            |
| 第5話                                                   | 8月11日  |      | 福澤克雄          | 11.4%  |            |
| 第6話                                                   | 8月18日  |      | 平野俊一          | 13.0%  |            |
| 第7話                                                   | 8月25日  |      | 田中健太          | 09.7%  |            |
| 第8話                                                   | 9月1日   |      | 福澤克雄          | 11.3%  |            |
| 第9話                                                   | 9月8日   |      | 平野俊一          | 12.2%  |            |
| 最終話                                                  | 9月15日  |      | 福澤克雄 田中健太 | 13.8%  | 加長20分鐘 |
| 平均收視率12.0%（收視率由Video Research於關東地區統計） |          |      |                   |        |            |

### 獎項
- 第102回日劇學院賞[20]
  - 主題曲賞：米津玄師「馬と鹿」
  - 特別賞：廣瀬俊朗
- 第27回毎日スポーツ人賞（日语：毎日スポーツ人賞）特別賞

## 外部連結
- No Side Game - Diamon社（页面存档备份，存于）
- 《No Side Game》（页面存档备份，存于） - TBS官方網站
  - 日曜劇場「No Side Game」的X（前Twitter）
  - 日曜劇場「No Side Game」的Instagram帳戶

| 日本 TBS電視台 日曜劇場               | 日本 TBS電視台 日曜劇場                        | 日本 TBS電視台 日曜劇場 |
| ------------------------------------- | ---------------------------------------------- | ----------------------- |
|                                       | ノーサイド・ゲーム （2019.07.07 - 2019.09.15） |                         |
| 集團左遷!! (2019.04.21 - 2019.06.23） | グランメゾン東京 （2019.10.20 - 2019.12.29）   |                         |

| 香港 無綫電視J2 逢星期六、日 22:30 - 23:30 | 香港 無綫電視J2 逢星期六、日 22:30 - 23:30     | 香港 無綫電視J2 逢星期六、日 22:30 - 23:30 |
| ------------------------------------------ | ---------------------------------------------- | ------------------------------------------ |
|                                            | 逆轉大叔 （2020.11.14 - 2020.12.13）           |                                            |
| 在一起 （2020.10.03 - 2020.11.08）         | 半澤直樹（第二輯） （2020.12.19 - 2021.01.07） |                                            |